# Ladislav Čulík
Ladislav Čulík (13 marzo 1909 – 14 dicembre 1987) è stato un calciatore cecoslovacco, di ruolo attaccante.

## Carriera

### Club
Conta 134 presenze e 76 reti nella massima serie cecoslovacca, oltre a 5 presenze in Coppa Mitropa.

### Nazionale
Il 17 settembre 1933 debutta in Nazionale contro l'Austria (3-3).
Giocò anche 2 partite con la Nazionale B, nel 1933 e nel 1935.